# New York Cosmos 1981
Questa voce raccoglie le informazioni riguardanti i New York Cosmos nelle competizioni ufficiali della stagione 1981.

## Organigramma societario
Area direttiva
- Presidente:

Area tecnica
- Allenatore: Hennes Weisweiler
- Allenatore in seconda: Yasin Özdenak
- Allenatore portieri: Miguel De Lima[1]

## Rosa
| N. |                        | Ruolo | Calciatore           |
| -- | ---------------------- | ----- | -------------------- |
| 1  | Germania (bandiera)    | P     | Hubert Birkenmeier   |
| 2  | Iran (bandiera)        | D     | Andranik Eskandarian |
| 3  | Canada (bandiera)      | D     | Robert Iarusci       |
| 4  | Stati Uniti (bandiera) | D     | Jeff Durgan          |
| 7  | Paraguay (bandiera)    | C     | Julio Cesar Romero   |
| 8  | Jugoslavia (bandiera)  | C     | Vladislav Bogićević  |
| 9  | Italia (bandiera)      | A     | Giorgio Chinaglia    |
| 11 | Portogallo (bandiera)  | A     | Seninho              |
| 12 | Stati Uniti (bandiera) | C     | Larry Hulcer         |
| 13 | Paesi Bassi (bandiera) | C     | Johan Neeskens       |
| 14 | Sudafrica (bandiera)   | A     | Steve Wegerle        |
| 15 | Paesi Bassi (bandiera) | D     | Wim Rijsbergen       |
| 16 | Stati Uniti (bandiera) | C     | Angelo DiBernardo    |

| N. |                        | Ruolo | Calciatore            |
| -- | ---------------------- | ----- | --------------------- |
| 17 | Stati Uniti (bandiera) | C     | Rick Davis            |
| 18 | Stati Uniti (bandiera) | C     | Boris Bandov          |
| 19 | Paraguay (bandiera)    | A     | Roberto Cabañas       |
| 20 | Belgio (bandiera)      | A     | François Van Der Elst |
| 21 | Stati Uniti (bandiera) | P     | David Brcic           |
| 22 | Jugoslavia (bandiera)  | D     | Ivan Buljan           |
| 23 | Brasile (bandiera)     | D     | Nelsi Morais          |
| 24 | Stati Uniti (bandiera) | A     | Darryl Gee            |
| 25 | Stati Uniti (bandiera) | D     | Dominick Barczewski   |
| 26 | Stati Uniti (bandiera) | D     | Erhardt Kapp          |
| 27 | Canada (bandiera)      | P     | Dino Alberti          |
| 28 | Stati Uniti (bandiera) | A     | Hernán Borja          |

## Statistiche

### Statistiche di squadra
| Competizione | Punti | Totale | Totale | Totale | Totale | Totale | ‰ |
| Competizione | Punti | G      | V      | P      | Gf     | Gs     | ‰ |
| ------------ | ----- | ------ | ------ | ------ | ------ | ------ | - |
| NASL         | -     | 38     | 27     | 11     | 98     | 60     | - |